# Albert Sammons
Albert Edward Sammons CBE (23 de febrero de 1886 - 24 de agosto de 1957) fue un violinista, compositor y posteriormente profesor de violín inglés. Casi autodidacta en el violín, tenía un amplio repertorio tanto como músico de cámara como solista, aunque su reputación se basa principalmente en su asociación con compositores británicos, especialmente Elgar. Realizó numerosas grabaciones durante más de 40 años, muchas de las cuales han sido reeditadas en CD.

## Primeros años y educación
Albert Sammons nació en Fulham, el segundo de cuatro hijos. Su padre era zapatero y buen violinista aficionado. Sammons comenzó a recibir algunas lecciones de violín de su padre alrededor de los siete años. Aparte de estas lecciones, fue prácticamente autodidacta. Su primer compromiso profesional fue en la banda de la Exposición de Earls Court en 1898; el director quedó tan impresionado por el niño de 12 años que lo nombró líder. Dejó la escuela en ese momento y se convirtió en músico profesional, en parte para aportar ingresos adicionales al hogar, ya que su padre era un jugador compulsivo.
El padre de Sammons llevaba tanto a Albert como a su hermano mayor Tom a conciertos de sinfonías en St James's Hall y Queen's Hall. El muchacho comenzó a ganarse una reputación por su fiabilidad y fue contratado por muchas instituciones musicales de Londres, así como en las bandas 'húngaras' y 'vienesas blancas' populares en ese momento. Sammons también recibió algunas lecciones gratuitas del violinista español Alfredo Fernández, formado por Eugène Ysaÿe. A los 16 años, las relaciones con su padre llegaron a un punto en el que Albert y su hermano abandonaron el hogar para quedarse con amigos, solo regresando cuando su padre se fue para unirse a la banda en un transatlántico y los dos hermanos se vieron obligados a proporcionar para el resto de la familia.

## Carrera concertística
Su primera actuación en concierto fue el Concierto en mi menor de Mendelssohn en el Kursaal Concert Hall de Harrogate en 1906. Entre los conciertos de su repertorio se encontraban los de Beethoven, Brahms, Bruch y el Concierto en sol mayor de Mozart. Se casó con Laura Tomkins en Middlesbrough el 31 de octubre de 1907 (divorciados en 1920). En esta época, Sammons fue reclutado para tocar en fiestas musicales para las clases altas en sus casas de campo.
Fue el líder de la British Symphony Orchestra en una serie de conciertos dominicales de Musicians' Union en el London Coliseum de 1908 a 1909. Los directores de los conciertos incluyeron a Jimmy Glover y Alick Maclean. También fue contratado por Ernesto Bucalossi en el Hotel Waldorf de Londres y el Teatro Wyndham. Fue en el Waldorf donde Thomas Beecham lo escuchó y en agosto de 1909 le ofreció el puesto de sublíder (pronto líder) de su orquesta, que más tarde incluyó temporadas de ópera en Covent Garden y la temporada Diaghilev de 1911. También consolidó su carrera en solitario tocando el Concierto para violín No. 1 de Bruch con la Orquesta Sinfónica de Londres en el Queen's Hall en 1910. El director Adrian Boult comentó sobre su ascenso en la interpretación del violín británico, "no había tenido preparación especial, ni formación en el extranjero, ni lujos de becas".
En 1910, con Thomas Petre (segundo violín), Warwick Evans (violonchelo) y Harry Waldo Warner (viola), formó el Cuarteto de Cuerdas de Londres, con el que permaneció hasta 1917. El cuarteto ofreció conciertos principalmente en el Reino Unido pero viajó a Ámsterdam y París, con un repertorio que se extendía desde el periodo clásico hasta obras contemporáneas, incluyendo Verklärte Nacht en presencia del compositor.
Principalmente actuó en el Reino Unido, aunque dirigió la orquesta de Beecham durante una temporada de seis semanas con la compañía de Diaghilev en la Ópera Kroll de Berlín en 1913 y, después de tocar bajo la dirección de Pierre Monteux en las temporadas de Diaghilev, fue invitado a dirigir la orquesta en el Casino de Dieppe, ofreciendo dos conciertos al día y ampliando tanto su repertorio orquestal como de música de cámara.
Después del fin de la Primera Guerra Mundial, Sammons prácticamente abandonó la interpretación de cuarteto de cuerda y orquestal para concentrarse en un amplio y regular programa de trabajo en solitario y recitales de música de cámara en todo el Reino Unido e Irlanda, y más tarde, en transmisiones radiales. Sammons, William Murdoch (piano), Lionel Tertis (viola) y Lauri Kennedy (cello), fundaron The Chamber Music Players en 1921, dando su primera actuación privada el 6 de enero de ese año y el primer concierto público en Haverstock Hill, Londres, el 13 de enero, y continuaron dando numerosos conciertos en el Wigmore Hall y por todo el Reino Unido.

## Elgar, Delius y Debussy
Sammons estuvo particularmente asociado con el Concierto para violín en si menor de Edward Elgar, que interpretó por primera vez el 23 de noviembre de 1914. Realizó la primera grabación completa del concierto el 18 de marzo y el 10 de abril de 1929 con la New Queen's Hall Orchestra dirigida por Sir Henry Wood, la cual muestra "portamenti maravillosamente seguros llevados como si fueran el aliento de un gran cantante" y "una inmensa fuerza estructural". Estimó que tocó el concierto más de cien veces, incluyendo en The Proms. Dio su última interpretación del Elgar en su 60 cumpleaños en 1946, con George Weldon dirigiendo la BBC Symphony Orchestra. También realizó la primera grabación de la Sonata para violín en mi menor de Elgar en 1935.
En mayo de 1915, un encuentro casual en Londres con Frederick Delius llevó directamente a la composición de un concierto para violín en el que Sammons probablemente ayudó considerablemente, incluso hasta el punto de escribir algunos pasajes de enlace.El 13 de julio de 1916, Sammons dio la primera interpretación en el Reino Unido de la Sonata para violín de Claude Debussy, apenas seis semanas después de su estreno en París.
Jugó un papel en la rehabilitación de Fritz Kreisler, al presentar (junto con Dame Nellie Melba) una corona de laurel en la primera aparición en Inglaterra del violinista austriaco después de la guerra en 1920.

## Compositor
Compuso muchas piezas cortas para violín y piano, que incluyó en sus programas de recitales y grabó. Una Canción de Cuna de 1915 está dedicada a su segunda hija y la Canción de Cuna de 1923 a la tercera, Colleen. Su Cuarteto de Fantasía, Op. 8 de 1915 ganó el Concurso Cobbett y fue publicado por Hawkes & Son al año siguiente. El Aire Rumano y Danza Gitana, Op. 23, fue publicado por Hawkes en 1929. También realizó ediciones de obras de otros y publicó libros de estudios y ejercicios. Entre sus obras pedagógicas se encuentran El Secreto de la Técnica en la Interpretación del Violín, Op. 20 y los Estudios Virtuosos, Op. 21 (1921), que consisten en 38 estudios en dos libros.

## Últimos años y muerte
Se casó con su segunda esposa Olive Hobday (hija de una de sus acompañantes) el 5 de diciembre de 1921. Poco después, se mudaron a Bognor Regis (en la misma calle que William Murdoch), donde vivió el resto de su vida. Entre otros conciertos en su repertorio se encuentran los de Beethoven, Brahms, Bruch y el de Mozart en sol mayor. Durante la Segunda Guerra Mundial, continuó con su apretada agenda de conciertos por todo el Reino Unido, viajando en tren, además de presentarse en los conciertos de la National Gallery.
A partir de 1946, Sammons pasó menos tiempo tocando y más enseñando. Como profesor, había trabajado en el Instituto Midland en Birmingham desde la década de 1920, pero desde 1939 enseñó de manera privada y en el Royal College of Music. Entre sus alumnos se encontraban Alan Loveday, Hugh Bean y Samuel Kutcher. Se convirtió en Fellow (FRCM) en 1944.
El inicio de la enfermedad de Parkinson lo obligó a retirarse de las actuaciones públicas en junio de 1948. Asistió a un concierto testimonial en el Royal Albert Hall el 7 de diciembre en una silla de ruedas, y escuchó un tributo de Arthur Bliss, con otros en el programa de Joseph Szigeti, Fritz Kreisler y Sir Adrian Boult.
Falleció en Middleton-on-Sea en 1957, a los 71 años. Boult dijo de él después de su muerte que se distinguía por "su desinteresado interés en hacer música de todo tipo, ya sea en el Queen's Hall o en alguna modesta sala de misión en la lejana Gales o Escocia. Fue un gran músico en todos los sentidos de la palabra".

## Instrumentos
Sus violines incluían un Gofriller (compró otro, un Gofriller de 1696, en 1927), un Felice Guadagnini y un Nicolas Gagliano. En el concurso Cobbett en febrero de 1923 tocó en una comparación 'a ciegas' de un Stradivarius de 1731 y un instrumento moderno de Alfred Vincent. Cuando Sammons vendió el Gofriller en 1951, le entregó al nuevo propietario una lista de todas las obras que había interpretado en él.

## Estrenos
Como líder del Cuarteto de Cuerdas de Londres (1910-1919):
- 23 de marzo de 1914, Ralph Vaughan Williams: Quinteto de Fantasía (1912)
- 4 de noviembre de 1915, Frank Bridge: Cuarteto de Cuerdas No. 2
- 16 de junio de 1916, Sally in our alley y Cherry Ripe arregladas por Bridge
- 12 de junio de 1917, John Ireland: Trío en un movimiento
- 17 de noviembre de 1916, Frederick Delius: Cuarteto de Cuerdas (3 movimientos)
- 1 de febrero de 1919, Delius: Cuarteto de Cuerdas (4 movimientos)
- 26 de abril de 1919, Edward Elgar: Cuarteto de Cuerdas y Quinteto de Piano (actuación privada)
- 21 de mayo de 1919, Elgar: Cuarteto de Cuerdas y Quinteto de Piano (actuación pública, con W. H. Reed, Raymond Jeremy y Felix Salmond; William Murdoch tocó en el Quinteto de Piano)

Como solista:
- Marzo de 1917, John Ireland: Sonata para Violín No. 2 (con William Murdoch)
- 30 de enero de 1919, Delius: Concierto para Violín
- 1 de mayo de 1920, Eugene Goossens: Sonata para Violín
- 7 de octubre de 1924, Delius: Sonata para Violín No. 2 (con Murdoch)
- 20 de marzo de 1925, Herbert Howells: Sonata para Violín No. 3
- 2 de junio de 1930, Granville Bantock: Sonata para Violín
- 20 de enero de 1931, Goossens: Sonata para Violín No. 2
- 14 de julio de 1933, Guirne Creith: Sonata para Violín No. 2
- 19 de mayo de 1936, Creith: Concierto para Violín (actuación en estudio de la BBC)
- 26 de febrero de 1937, Stanley Wilson: Concierto para Violín y Viola (con Bernard Shore)
- 26 de noviembre de 1940, Edmund Rubbra: Sonata para Violín No. 1
- 10 de mayo de 1942, George Dyson: Concierto para Violín (con transmisión de la BBC)

## Grabaciones
Albert Sammons realizó su primera grabación en octubre de 1908; la última se hizo el 16 de abril de 1946 (la 2ª sonata de Edmund Rubbra con Gerald Moore). Otras grabaciones (con fechas) incluyen, como líder del Cuarteto de Cuerdas de Londres:
varios movimientos y extractos de cuartetos de cuerda
- Mozart K428, Beethoven op18/2 y Schumann op41/3 (con Gervase Elwes) "On Wenlock Edge"

Como solista:
- Elgar: Concierto para Violín (abreviado en octubre de 1916, completo en 1929 – ver más abajo)
- Elgar: Concierto para Violín (grabado por Columbia en Londres el 18 de marzo y el 10 de abril de 1929 con la Nueva Orquesta del Queen's Hall bajo la dirección de Sir Henry J. Wood [matrices WAX 4785–4794, 4846–7; lanzado en diciembre de 1929 en discos de 78 rpm L2346/51]. La interpretación "posee un fuego, poesía y nobleza que rara vez se han igualado, y ciertamente no superado" – reseña de Andrew Achenbach en Gramophone octubre de 1998. Las reediciones en CD incluyen Avid Masters AMSC587 [1998]; Pearl GEM0050 [1999]; Naxos Historical 8.110951 [2002])
- Bruch: Concierto para Violín No. 1 (diciembre de 1925)
- Beethoven: Concierto para Violín (marzo de 1927, inédito, matrices destruidas)
- Mozart: Sinfonía Concertante (con Lionel Tertis) (septiembre de 1933)
- Moeran: Concierto para Violín (actuación en vivo, abril de 1946)
- Delius: Concierto para Violín (septiembre de 1944)
- Delius: Sonatas para Violín (grabadas en 1929, 1924, 1944)
- Elgar: Sonata para Violín (grabada el 2 de febrero de 1935)

## Arreglos
Lista de arreglos y ediciones realizadas por Albert Sammons, destacando su versatilidad como violinista y su contribución al repertorio musical para violín y otros instrumentos.
- Suite de El Mercader de Venecia arr V P Rosse

- Bach, Johann Sebastian, 16 movimientos de los 48 preludios y fugas: para dúo de violín y violonchelo / arreglado por Herbert Withers (violonchelo) y Albert Sammons (violín), 1932
- Rimski-Kórsakov Himno al Sol. De "El gallo de oro" ... Arreglado para violín solo con acompañamiento de piano por A. Sammons. Londres: Hawkes & Son, 1926.
- Mozart Rondó en sol mayor; arreglado para violín y piano. Londres: Boosey & Hawkes, ©1933.
- Franck, Sonata para violín y piano Arqueada y digitada: Boosey & Hawkes, c.1941.
- Delius Concierto, violín, orquesta 1944
- Mozart Sinfonías concertantes, violín, viola, orquesta, K. 364, mi bemol mayor
- Koanga. Dansons la calinda; arr Delius, Frederick, 1862-1934
- Bourrée, violín, piano HassanDelius, Frederick, 1862-19341
- Cadenza para el concierto para violín de Brahms en Re. Op.77. Londres: [s.n.], 1920.
- Rimsky-Korsakoff Chanson Indoue = Canción hindú = Lied hindú: de la ópera Sadko / de N.; arr. por A. Sammons. Leipzig: M.P. Belaieff, [191-?]
- Cadenas para el Concierto para Violín de Beethoven, para Violín solo. Londres: Hawkes & Son, 1913.
- Nocturno ... Arr. por A. Sammons (para violín con acompañamiento de piano). Rosse, Frederick. Londres: Hawkes & Son, 1916.

## Ediciones
Una colección de obras editadas y arregladas por Albert Sammons, ilustrando su dedicación tanto como intérprete como editor musical. Desde la transcripción de canciones mexicanas hasta la edición de sonatas clásicas, Sammons dejó una marca duradera en el repertorio para violín y piano. Sus contribuciones abarcan una amplia gama de estilos y períodos, reflejando su profunda comprensión y aprecio por la música en todas sus formas.
- Estrella de amor. Estrellita. Canción de amor mexicana. Música de M. Ponce. Transcrita para violín y piano por J. Heifetz. Arqueada y digitada por A. Sammons (transcrita para violonchelo por C. Sharpe). Londres: Hawkes & son (Londres), 1914,1930.
- Estudio en Mi, para violín y piano, de Chopin, [arreglado por] dr. Young. Editado por A. Sammons. Londres. : Hawkes & son 1932.
- Sonata para violín y piano de Coleridge-Taylor, re menor, Op. 28, editada por A. Sammons.: Hawkes, c.1917.
- Álbum de 5 Miniaturas para violín y piano Ed. A. Sammons. Ashton, Leopold: Hawkes, c.1919.
- Elgar Concierto, violín, orquesta, op. 61, si menor 1929
- Svendsen Romance celebrado, para violín con acompañamiento de pianoforte. Op. 26. Editado por A. Sammons. Londres, etc.: Hawkes & Son, 1922.
- Delius Sonata: para violín y piano: (n.° 2) editada por Sammons y Evlyn Howard-Jones. Londres: Hawkes, c1924.
- Sonata en Sol menor de Handel / arreglada por N.F. Demuth para violín y piano; digitada y arqueada por A. Sammons. Londres: Hawkes & Son, 1927.

## Original
La lista incluye una serie de obras sin opus, que abarcan desde arreglos hasta composiciones originales, reflejando la versatilidad y creatividad del violinista.
Sin Opus
- Air de ballet, para violín y piano. Londres: [s.n.], 1920.
- Fantasía sobre aires irlandeses. Solo de violín (con acompañamiento de piano). Londres: Hawkes and Son, 1914.
- Petite Chanson, para violín y piano. Londres, etc.: E. Ashdown, 1915.
- Dags de Snookie [en: Siete composiciones originales de varios compositores para violonchelo con acompañamiento de pianoforte Álbum n.° 1 editado por Cedric Sharpe]. Londres: Hawkes & Son, ©1916.
- Ejercicios de violín para mejorar la técnica del arco, mediante el Tone perfector. Londres 1930.
- La canción de un ángel = Chanson d'un ange: intermezzo arr. por Adolf Lotter. Londres: Hawkes & Son, c1924.
- Estudios para violín: para fortalecer y mejorar la técnica. Londres: Augener, 1956.
- Petite chanson para violín y piano Londres: Ashdown, c1960

Opus Num
Enumera las obras numeradas de Sammons, que van desde piezas solísticas hasta cuartetos de cuerda, cada una representando una faceta única de su talento como compositor y editor musical.
- Op. 1
- Op. 2
- Op. 3. Bagatela. Solo de violín (con acompañamiento de piano). Londres: Hawkes and Son, 1914.
- Op. 4 Aubade: para violín con acompañamiento de pianoforte Londres: Hawkes & Son, c1914.
- Op. 5 Sérénade de Printemps Londres: Hawkes, c1913.
- Op. 6 Berceuse: para violín y acompañamiento de pianoforte Londres: Hawkes, c1914. (Nana: para violín y pianoforte Londres: Hawkes, c1932.)
- Op. 7
- Op. 8. Cuarteto de fantasía en si mayor para 2 violines, viola y violonchelo: Londres: Hawkes, 1916.
- Op. 9 Pensée capricieuse para violín con acompañamiento de pianoforte, Londres: Hawkes, c1915
- Op. 10 Rêve d'enfant: solo de violín o viola, Londres: Hawkes & Co, c1915.
- Op. 11 Tema con variaciones en estilo antiguo: para violín con acompañamiento de pianoforte Londres: Hawkes, c1917
- Op. 12 Bourrée: para violín con acompañamiento de pianoforte, Londres: Hawkes & Son, c1918.
- Op. 13 Dos solos de violín (con acompañamiento de pianoforte). a. Una canción sin palabras b. Humoreske. Londres: Hawkes & Son, 1918.
- Op. 14 Minuet: para violín y acompañamiento de pianoforte, Londres: Hawkes, c1919.
- Op. 15 Capricho de danza: para violín con acompañamiento de pianoforte, Londres: Hawkes & Sons, c1919.
- Op. 16.
- Op. 17. Canción de cuna. [Violín y P. F.] Londres, etc.: Hawkes & Son, 1920.
- Op. 17 Minuet triste (Op. 17. No. 1) Air de Ballet (Op. 17. No. 2), para violín y pianoforte. Londres: Anglo-French Music Co, 1920.
- Op. 18
- Op. 19 Introducción, Tema y Danza Húngara. [Violín y P. F.] Londres, etc.: Hawkes & Son, [1920]
- Op. 20 El secreto de la técnica en la interpretación del violín: un método único de práctica diaria para solistas y estudiantes avanzados. Hawkes & Son, c1916.
- Op. 20 Canzonetta para violín con acompañamiento de pianoforte, Londres: Hawkes & Sons, c1922.
- Op. 21 Intermezzo: Londres: Hawkes & Son, c1923
- Op. 21. Estudios virtuosos para la práctica diaria del violín para acostumbrar al intérprete a las demandas de la música moderna, Libro 1, 20 estudios Londres: Hawkes & Sons, c1921.
- Op. 22 Pequeña Columbine. (Violonchelo con acompañamiento de pianoforte.). Londres, etc.: Hawkes & Son, 1926.
- Op. 23. Aire rumano y danza gitana para violín y piano: Hawkes, c1929.
- Op. 24 Danza de la plantación: para violín y piano. Londres: 1931.